# Marios Batis
Marios Batis (griechisch Μάριος Μπατής; * 20. Juni 1980 in Keratsini) ist ein griechischer Basketballspieler, der bei einer Körpergröße von 1,91 m auf den Positionen des Point Guards bzw. des Shooting Guards eingesetzt wird.

## Karriere
Batis erlernte das Basketballspiel in den Jugendabteilungen von Faros Keratsiniou, bevor er 1999 seine professionelle Karriere bei Panionios Athen begann. Der Guard debütierte in der A1 Ethniki am 3. Oktober 1999 beim 80:53-Sieg über Sporting Athen, in welchem er seine ersten zwei Punkte beitrug.
Zur Saison 2003/04 wechselte er dann zum Ligakonkurrenten  Iraklio nach Kreta, jedoch gelang es dem Team nicht die Klasse zu halten und es stieg in die A2 Ethniki ab. Batis wechselte, innerhalb der A2 Ethniki, zum Near East BC. Nach nur einer Saison verließ er das Team aus Kesariani wieder und schloss sich, erneut innerhalb der A2 Ethniki, Ilisiakos Athen an, für die er dann zwei Jahre spielen sollte. Mit Auslaufen seines Vertrages holte ihn Olympia Larisa zur Saison 2007/08 zurück in die A1 Ethniki. Im Sommer 2009 wurde sein Wechsel zum GS Marousi verkündet. Mit Marousi spielte Batis in der Euroleague, schied mit seinem Team aber in der Zwischenrunde aus, in der Meisterschaft erreichte Marousi erneut den dritten Rang. Batis wechselte jedoch zurück zu Panionios und spielte dort für weitere vier Jahre. Interesse am Guard zeigten zu dieser Zeit auch verstärkt die Teams von Aris Saloniki und Olympiakos Piräus, Batis verlängerte jedoch bei Panionios.
Zur Saison 2014/15 erklärte der Guard den Athener Klub wieder verlassen zu wollen, zwar hätte er gerne sein Engagement weiter beim Panionios fortgesetzt, sah aber seine Mannschaft nicht für die anstehende Saison ausreichend stark aufgestellt, um die Klasse zu halten. Batis wechselte zu Apollon Patras, bei denen er am 18. Februar 2015, dem 17. Spieltag, für sein 300. Spiel in der A1 Ethniki geehrt wurde. Aus persönlichen Gründen bat der Guard im Sommer 2015 um die Auflösung seines noch laufenden Vertrages bei Apollon. Der Verein Faros Keratsiniou, der zur Saison 2015/16 in die A2 Ethniki aufgestiegen war, offerierte Batis daraufhin ein Angebot, das dieser jedoch ablehnte und in Verhandlungen mit dem Koroivos trat. Kurz vor einer Übereinkunft besserte Faros sein Angebot nach und Batis entschied sich gegen Koroivos und schloss sich seinem Jugendverein wieder an. Nachdem Batis im Sommer 2017 seinen Vertrag vollendet hatte, wechselte er in die dritte Liga, der Beta Ethniki und schloss sich den Ionikos Nikea Barista Brothers an.